# Сеттерлинг, Май
Май Сеттерлинг (швед. Mai Zetterling; 24 мая 1925, Вестерос — 17 марта 1994, Лондон) — шведская актриса, сценарист и режиссёр.

## Биография
Родилась в городе Вестерос, в семье рабочих.
Начинала играть в детском театре. В 17 стала актрисой Королевского Драматического театра Швеции (Драматен). Известность ей принесла роль в фильме Альфа Шёберга «Травля» (1944) по сценарию Ингмара Бергмана, она снялась и в следующем фильме Шёберга «Ирис и лейтенант» (1946). Другой важной актёрской работой Сеттерлинг является заглавная роль в фильме «Фрида» (1947), где она играет германскую медсестру, спасшую британского офицера во время Второй мировой войны и в благодарность увезённую им в Великобританию. В 1948 году Сеттерлинг снялась в фильме Бергмана «Музыка в темноте».
Карьера Сеттерлинг продолжалась с 1940-х по 1990-е годы. С начала 1960-х она пробует себя в режиссуре, первые работы — короткометражная «Войнушка» (1962) и документальные фильмы на политические темы. Полнометражным дебютом становятся «Любовные пары» 1964 года (номинация на Золотую пальмовую ветвь Каннского МКФ). Её фильмы, в том числе и этот, отличаются ярко выраженной сексуальностью. Для канадского телевидения сняла несколько эпизодов сериала-антологии «Автостопщик» (1985).
Предпоследнюю роль Сеттерлинг — роль Бабушки в комедийном триллере «Ведьмы» (1989) по книге Роальда Даля — кинокритик Валерий Кичин называет «восхитительной». В 1990 году снялась в политическом триллере Кена Лоуча «За завесой секретности».
Автор нескольких книг для детей, романа Ночные забавы (1966), по которому поставила одноимённый фильм (номинация на Золотого льва Венецианского МКФ). Написала автобиографию All Those Tomorrows (1985).
В 1994 году, через год после своей последней роли на телевидении, она умерла от рака в возрасте 68 лет в своем доме в Лондоне.

## Личная жизнь
Сеттерлинг была замужем за норвежским актёром, Тутте Лемковым с 1944 по 1953 год. В браке родились двое детей: дочь Этьен и сын Луи, который является профессором социологии окружающей среды в Автономном университете Барселоны.
В своей автобиографии «All Those Tomorrows», опубликованной в 1985 году, Сеттерлинг подробно описывает любовные отношения с актёрами Гербертом Ломом, а также Тайроном Пауэром, с которым она жила с 1956 года по 1958 год.
С 1958 по 1976 год она была замужем за британским писателем Дэвидом Хьюзом, который был режиссёром первых фильмов с её участием.